# Танокура Сьота
Сьота Танокура (яп. 田野倉翔太; нар. 11 серпня 1990, Токіо) — японський борець греко-римського стилю, чемпіон, срібний та бронзовий призер чемпіонатів Азії, бронзовий призер Літньої Універсіади.

## Життєпис
Боротьбою почав займатися з 2006 року. У 2001 році став бронзовим призером чемпіонату Азії серед юніорів.
Тренер — Сінго Мацумото (з 2009).
Випускник Японського університету спортивної науки.

## Спортивні результати на міжнародних змаганнях

### Виступи на Чемпіонатах світу
| Змагання                        | Збірна | Вагова категорія                 | Місце |
| ------------------------------- | ------ | -------------------------------- | ----- |
| Чемпіонат світу з боротьби 2013 | Японія | греко-римська боротьба, до 55 кг | 14    |
| Чемпіонат світу з боротьби 2015 | Японія | греко-римська боротьба, до 59 кг | 28    |
| Чемпіонат світу з боротьби 2018 | Японія | греко-римська боротьба, до 55 кг | 8     |

### Виступи на Чемпіонатах Азії
| Змагання                       | Збірна | Вагова категорія                 | Місце  |
| ------------------------------ | ------ | -------------------------------- | ------ |
| Чемпіонат Азії з боротьби 2012 | Японія | греко-римська боротьба, до 55 кг | Бронза |
| Чемпіонат Азії з боротьби 2013 | Японія | греко-римська боротьба, до 55 кг | Срібло |
| Чемпіонат Азії з боротьби 2016 | Японія | греко-римська боротьба, до 59 кг | 8      |
| Чемпіонат Азії з боротьби 2018 | Японія | греко-римська боротьба, до 55 кг | Золото |

### Виступи на Універсіадах
| Змагання               | Збірна | Вагова категорія                 | Місце  |
| ---------------------- | ------ | -------------------------------- | ------ |
| Літня Універсіада 2013 | Японія | греко-римська боротьба, до 55 кг | Бронза |

### Виступи на інших змаганнях
| Змагання                                                        | Збірна | Вагова категорія                 | Місце  |
| --------------------------------------------------------------- | ------ | -------------------------------- | ------ |
| Кубок Президента Казахстану з боротьби 2011                     | Японія | греко-римська боротьба, до 55 кг | 7      |
| Кубок Владислава Пітласинські 2012                              | Японія | греко-римська боротьба, до 55 кг | 5      |
| Золотий Гран-прі з боротьби 2013 (Сомбатгей)                    | Японія | греко-римська боротьба, до 55 кг | Золото |
| Золотий Гран-прі з боротьби 2013 (Баку)                         | Японія | греко-римська боротьба, до 55 кг | 13     |
| Кубок Ядегара Імама 2014                                        | Японія | греко-римська боротьба, до 59 кг | 12     |
| Кубок Владислава Пітласинські 2015                              | Японія | греко-римська боротьба, до 59 кг | 10     |
| Міжнародний меморіал Білла Фаррелла 2016                        | Японія | греко-римська боротьба, до 59 кг | Золото |
| Турнір Дана Колова — Николи Петрова 2018                        | Японія | греко-римська боротьба, до 55 кг | Срібло |
| Всеяпонський відкритий чемпіонат з греко-римської боротьби 2018 | Японія | греко-римська боротьба, до 55 кг | Золото |
| Турнір Вехбі Емре і Гаміта Каплана 2018                         | Японія | греко-римська боротьба, до 55 кг | Срібло |

### Виступи на змаганнях молодших вікових груп
| Змагання                                     | Збірна | Вагова категорія                 | Місце  |
| -------------------------------------------- | ------ | -------------------------------- | ------ |
| Чемпіонат Азії з боротьби серед юніорів 2008 | Японія | греко-римська боротьба, до 50 кг | Бронза |